# Coupe du monde cycliste féminine de Montréal 2002
La 5e édition de la Coupe du monde cycliste féminine de Montréal a lieu le 1er juin 2002. C'est la sixième épreuve de la Coupe du monde. Elle est remportée par l'Américaine Deirdre Demet-Barry.

## Équipes
| Équipes féminines professionnelles (6)- Amoroso's-HH Racing Team - C.A. Mantes La Ville 78 - T-Mobile - Edil Savino - Saturn - Sponsor Service Équipes nationales (5)- Espagne - France - Grande-Bretagne - Mexique - Pays-Bas Équipe féminines amateur (9)- Fulton Flyers - Opus - Québec - Rona - Team Grace Cycling - Trek Plus Volkswagen - Terry Precision - TalgoAmerica.com - Verizon Wireless |
| |

## Parcours
L'ascension du Mont Royal est la principale difficulté du parcours dont le tour fait 8 km. Il est parcouru treize fois.

## Favorites
Les locales Lyne Bessette et la vainqueur sortante Genevieve Jeanson sont les favorites. Pia Sundstedt et Fabiana Luperini sont des outsiders.

## Récit de la course
La formation Rona mène le train durant les trois premiers tours. Bessette et Jeanson tente de provoquer la formation d'un groupe de tête, mais un regroupement a lieu. À l'amorce du dernier tour, Anna Millward et Deirdre Demet-Barry sont distancées. Elles reviennent juste après la descente et attaquent immédiatement. Elles obtiennent une minute vingt d'avance au pied de la dernière montée. Demet-Barry monte plus vite que l'Australienne et s'impose. Genevieve Jeanson règle le groupe de poursuite.

## Classements

### Classement final
| \| Classement général \| Classement général \| Classement général \| Classement général \| Classement général \| \| Coureuse \| Coureuse \| Pays \| Équipe \| Temps \| \| ------------------ \| ------------------- \| ------------------ \| ------------------ \| ------------------ \| \| 1re \| Deirdre Demet-Barry \| États-Unis \| TalgoAmerica.com \| 2 h 58 min 16 s \| \| 2e \| Anna Millward \| Australie \| Saturn \| + 39 s \| \| 3e \| Geneviève Jeanson \| Canada \| Rona \| + 1 min 02 s \| \| 4e \| Mirjam Melchers \| Pays-Bas \| Pays-Bas \| + 1 min 04 s \| \| 5e \| Judith Arndt \| Allemagne \| Saturn \| + 1 min 04 s \| \| 6e \| Lyne Bessette \| Canada \| Saturn \| + 1 min 06 s \| \| 7e \| Priska Doppmann \| Suisse \| Opus \| + 1 min 07 s \| \| 8e \| Sara Symington \| Royaume-Uni \| Grande-Bretagne \| + 1 min 11 s \| \| 9e \| Aline Camboulives \| France \| France \| + 1 min 13 s \| \| 10e \| Amber Neben \| États-Unis \| T-Mobile \| + 1 min 14 s \| |                     |             |                  |                 |
| |                     |             |                  |                 |
| |                     |             |                  |                 |
| Classement général |                     |             |                  |                 |
| Coureuse | Coureuse            | Pays        | Équipe           | Temps           |
| 1re | Deirdre Demet-Barry | États-Unis  | TalgoAmerica.com | 2 h 58 min 16 s |
| 2e | Anna Millward       | Australie   | Saturn           | + 39 s          |
| 3e | Geneviève Jeanson   | Canada      | Rona             | + 1 min 02 s    |
| 4e | Mirjam Melchers     | Pays-Bas    | Pays-Bas         | + 1 min 04 s    |
| 5e | Judith Arndt        | Allemagne   | Saturn           | + 1 min 04 s    |
| 6e | Lyne Bessette       | Canada      | Saturn           | + 1 min 06 s    |
| 7e | Priska Doppmann     | Suisse      | Opus             | + 1 min 07 s    |
| 8e | Sara Symington      | Royaume-Uni | Grande-Bretagne  | + 1 min 11 s    |
| 9e | Aline Camboulives   | France      | France           | + 1 min 13 s    |
| 10e | Amber Neben         | États-Unis  | T-Mobile         | + 1 min 14 s    |

## Liste des participantes
| Légende | Légende                                                                                       | Légende | Légende                                                    |
| ------- | --------------------------------------------------------------------------------------------- | ------- | ---------------------------------------------------------- |
| Num     | Dossard de départ porté par le coureur sur cette Coupe du monde cycliste féminine de Montréal | Pos     | Position à l'arrivée de la course                          |
|         | Indique un maillot de champion national ou mondial, suivi de sa spécialité                    | NP      | Indique un coureur qui n'a pas pris le départ de la course |
| AB      | Indique un coureur qui n'a pas terminé la course                                              | HD      | Indique un coureur qui a terminé la course hors des délais |

| Rona RON | Rona RON                | Rona RON |
| -------- | ----------------------- | -------- |
| Num      | Coureuse                | Pos      |
| 11       | Geneviève Jeanson (CAN) | 3e       |
| 12       | Melissa Holt (NZL)      | AB       |
| 13       | Nicole Freedman (ISR)   | AB       |
| 14       | Manon Jutras (CAN)      | 38e      |
| 15       | Amy Jarvis (CAN)        | 40e      |
| 16       | Gail Longenecker (USA)  | 45e      |

| Saturn SAW | Saturn SAW              | Saturn SAW |
| ---------- | ----------------------- | ---------- |
| Num        | Coureuse                | Pos        |
| 21         | Petra Rossner (GER)     | 12e        |
| 22         | Catherine Marsal (FRA)  | AB         |
| 23         | Kimberly Bruckner (USA) | 17e        |
| 24         | Anna Millward (AUS)     | 2e         |
| 25         | Judith Arndt (GER)      | 5e         |
| 26         | Jessica Phillips (USA)  | 30e        |

| Edil Savino EDI | Edil Savino EDI           | Edil Savino EDI |
| --------------- | ------------------------- | --------------- |
| Num             | Coureuse                  | Pos             |
| 31              | Fabiana Luperini (ITA)    | 13e             |
| 33              | Marina Khodchenkova (RUS) | 41e             |
| 34              | Daniela Veronesi (SMR)    | 15e             |
| 35              | Susanne Ljungskog (SWE)   | AB              |

| Sponsor Service SPO | Sponsor Service SPO       | Sponsor Service SPO |
| ------------------- | ------------------------- | ------------------- |
| Num                 | Coureuse                  | Pos                 |
| 41                  | Pia Sundstedt (FIN)       | 16e                 |
| 42                  | Monica Valvik-Valen (NOR) | AB                  |
| 43                  | Jorunn Kvalø (NOR)        | 34e                 |
| 44                  | Solrun Flatås (NOR)       | 33e                 |

| C.A. Mantes La Ville 78 CAM | C.A. Mantes La Ville 78 CAM     | C.A. Mantes La Ville 78 CAM |
| --------------------------- | ------------------------------- | --------------------------- |
| Num                         | Coureuse                        | Pos                         |
| 51                          | Élisabeth Chevanne-Brunel (FRA) | 26e                         |
| 52                          | Marcia Eicher (SUI)             | 23e                         |
| 53                          | Miho Oki (JPN)                  | 22e                         |
| 54                          | Sylvie Riedle (FRA)             | AB                          |

| Amoroso's-HH Racing Team ___ | Amoroso's-HH Racing Team ___ | Amoroso's-HH Racing Team ___ |
| ---------------------------- | ---------------------------- | ---------------------------- |
| Num                          | Coureuse                     | Pos                          |
| 61                           | Kirsten Frattini (CAN)       | AB                           |
| 62                           | Lauren Franges (USA)         | AB                           |
| 63                           | Lenora Felker (USA)          | AB                           |
| 64                           | Alexandra Yeung Ka Wah (HKG) | AB                           |
| 65                           | Ann Turrin (CAN)             | AB                           |

| Team Grace Cycling TSA | Team Grace Cycling TSA   | Team Grace Cycling TSA |
| ---------------------- | ------------------------ | ---------------------- |
| Num                    | Coureuse                 | Pos                    |
| 71                     | Trine Hansen             | 39e                    |
| 72                     | Christina Peick-Andersen | AB                     |
| 73                     | Karina Louise Sørensen   | AB                     |
| 74                     | Dorte Treppendahl        | AB                     |
| 75                     | Anne Wagner              | 43e                    |
| 76                     | Jennifer Manefield (AUS) | AB                     |

| Opus ___ | Opus ___              | Opus ___ |
| -------- | --------------------- | -------- |
| Num      | Coureuse              | Pos      |
| 91       | Priska Doppmann (SUI) | 7e       |
| 92       | Amy Woodward (CAN)    | AB       |
| 93       | Diana Bladon (CAN)    | 61e      |
| 94       | Sarah Stewart (CAN)   | AB       |

| TalgoAmerica.com ___ | TalgoAmerica.com ___         | TalgoAmerica.com ___ |
| -------------------- | ---------------------------- | -------------------- |
| Num                  | Coureuse                     | Pos                  |
| 101                  | Susan Palmer-Komar (CAN)     | 20e                  |
| 102                  | Joan Wilson (USA)            | 31e                  |
| 103                  | Susy Pryde (NZL)             | 19e                  |
| 104                  | Meredith Miller (USA)        | 55e                  |
| 105                  | Deirdre Demet-Barry (USA)    | 1re                  |
| 106                  | Tina Skelley-Kunstbeck (USA) | AB                   |

| T-Mobile ___ | T-Mobile ___            | T-Mobile ___ |
| ------------ | ----------------------- | ------------ |
| Num          | Coureuse                | Pos          |
| 111          | Amber Neben (USA)       | 10e          |
| 112          | Katrina Berger (USA)    | 29e          |
| 113          | Kimberly Anderson (USA) | 27e          |
| 114          | Lara Ruthven (USA)      | 21e          |
| 115          | Stacey Peters (USA)     | 58e          |
| 116          | Kelli Emmett (USA)      | 32e          |

| Trek Plus Volkswagen ___ | Trek Plus Volkswagen ___   | Trek Plus Volkswagen ___ |
| ------------------------ | -------------------------- | ------------------------ |
| Num                      | Coureuse                   | Pos                      |
| 121                      | Sophie Saint-Jacques (CAN) | 37e                      |
| 122                      | Elisa Gagnon (CAN)         | AB                       |
| 123                      | Katrina Davis (USA)        | 59e                      |
| 124                      | Laura Van Gilder (USA)     | 28e                      |
| 125                      | Odessa Osorio (USA)        | AB                       |
| 126                      | Lara Kroepsch (USA)        | 57e                      |

| Verizon Wireless ___ | Verizon Wireless ___   | Verizon Wireless ___ |
| -------------------- | ---------------------- | -------------------- |
| Num                  | Coureuse               | Pos                  |
| 131                  | Erinne Willock (CAN)   | 36e                  |
| 132                  | Ann-Marie Miller (USA) | 50e                  |
| 133                  | Petra Ford (USA)       | 51e                  |
| 134                  | Yvonne Ilton (USA)     | AB                   |
| 135                  | Hiroko Shimada (JPN)   | 54e                  |
| 136                  | Helen Kelly (AUS)      | AB                   |

| Fulton Flyers ___ | Fulton Flyers ___          | Fulton Flyers ___ |
| ----------------- | -------------------------- | ----------------- |
| Num               | Coureuse                   | Pos               |
| 141               | Giselle Trahan (USA)       | 47e               |
| 142               | Iona Wynter                | 46e               |
| 143               | Alison Brown (USA)         | AB                |
| 144               | Clara Constantinescu (ROU) | AB                |
| 145               | Angelita Vargas (ESP)      | 56e               |
| 146               | Anne Samplonius (CAN)      | AB                |

| Terry Precision ___ | Terry Precision ___          | Terry Precision ___ |
| ------------------- | ---------------------------- | ------------------- |
| Num                 | Coureuse                     | Pos                 |
| 151                 | Giselle Trahan (USA)         | AB                  |
| 152                 | Rosie Coleman-Garlapow (USA) | AB                  |
| 153                 | Laura Schmitt (USA)          | AB                  |
| 154                 | Chloe Black (CAN)            | AB                  |
| 156                 | Lauren Gaffney (USA)         | AB                  |

| Pays-Bas NED | Pays-Bas NED     | Pays-Bas NED |
| ------------ | ---------------- | ------------ |
| Num          | Coureuse         | Pos          |
| 161          | Mirjam Melchers  | 4e           |
| 162          | Andrea Bosman    | 42e          |
| 163          | Areke Hassink    | AB           |
| 164          | Sharon van Essen | AB           |

| Grande-Bretagne GBR | Grande-Bretagne GBR | Grande-Bretagne GBR |
| ------------------- | ------------------- | ------------------- |
| Num                 | Coureuse            | Pos                 |
| 171                 | Caroline Alexander  | 14e                 |
| 172                 | Rachel Heal         | 25e                 |
| 173                 | Melanie Sears       | AB                  |
| 174                 | Sara Symington      | 8e                  |
| 175                 | Sara Waller         | AB                  |

| Espagne ESP | Espagne ESP           | Espagne ESP |
| ----------- | --------------------- | ----------- |
| Num         | Coureuse              | Pos         |
| 181         | María Isabel Moreno   | 35e         |
| 182         | Maria Cagigas         | AB          |
| 183         | Rosa Bravo            | 18e         |
| 184         | Agurtzane Elorriaga   | 48e         |
| 185         | Iosune Murillo Elkano | AB          |
| 186         | Marta Vilajosana      | 44e         |

| France FRA | France FRA             | France FRA |
| ---------- | ---------------------- | ---------- |
| Num        | Coureuse               | Pos        |
| 191        | Sandrine Marcuz-Moreau | 11e        |
| 192        | Aline Camboulives      | 9e         |
| 193        | Béatrice Thomas        | 60e        |
| 194        | Virginie Moinard       | AB         |

| Québec ___ | Québec ___               | Québec ___ |
| ---------- | ------------------------ | ---------- |
| Num        | Coureuse                 | Pos        |
| 201        | Lyne Bessette (CAN)      | 6e         |
| 202        | Julie Hutsebaut (CAN)    | AB         |
| 203        | Katy Saint-Laurent (CAN) | 53e        |
| 204        | Isabelle Gagnon (CAN)    | 52e        |
| 205        | Nicole Demars (CAN)      | 24e        |

| Mexique MEX | Mexique MEX       | Mexique MEX |
| ----------- | ----------------- | ----------- |
| Num         | Coureuse          | Pos         |
| 211         | Belem Guerrero    | 49e         |
| 212         | Patricia Palencia | AB          |
| 213         | Marisol Ponciano  | AB          |
| 214         | Jimena Arce       | AB          |
| 215         | Rosario Peralta   | AB          |
| 216         | Verónica Leal     | AB          |

| Rona RON | Rona RON                | Rona RON |
| -------- | ----------------------- | -------- |
| Num      | Coureuse                | Pos      |
| 11       | Geneviève Jeanson (CAN) | 3e       |
| 12       | Melissa Holt (NZL)      | AB       |
| 13       | Nicole Freedman (ISR)   | AB       |
| 14       | Manon Jutras (CAN)      | 38e      |
| 15       | Amy Jarvis (CAN)        | 40e      |
| 16       | Gail Longenecker (USA)  | 45e      |

| Saturn SAW | Saturn SAW              | Saturn SAW |
| ---------- | ----------------------- | ---------- |
| Num        | Coureuse                | Pos        |
| 21         | Petra Rossner (GER)     | 12e        |
| 22         | Catherine Marsal (FRA)  | AB         |
| 23         | Kimberly Bruckner (USA) | 17e        |
| 24         | Anna Millward (AUS)     | 2e         |
| 25         | Judith Arndt (GER)      | 5e         |
| 26         | Jessica Phillips (USA)  | 30e        |

| Edil Savino EDI | Edil Savino EDI           | Edil Savino EDI |
| --------------- | ------------------------- | --------------- |
| Num             | Coureuse                  | Pos             |
| 31              | Fabiana Luperini (ITA)    | 13e             |
| 33              | Marina Khodchenkova (RUS) | 41e             |
| 34              | Daniela Veronesi (SMR)    | 15e             |
| 35              | Susanne Ljungskog (SWE)   | AB              |

| Sponsor Service SPO | Sponsor Service SPO       | Sponsor Service SPO |
| ------------------- | ------------------------- | ------------------- |
| Num                 | Coureuse                  | Pos                 |
| 41                  | Pia Sundstedt (FIN)       | 16e                 |
| 42                  | Monica Valvik-Valen (NOR) | AB                  |
| 43                  | Jorunn Kvalø (NOR)        | 34e                 |
| 44                  | Solrun Flatås (NOR)       | 33e                 |

| C.A. Mantes La Ville 78 CAM | C.A. Mantes La Ville 78 CAM     | C.A. Mantes La Ville 78 CAM |
| --------------------------- | ------------------------------- | --------------------------- |
| Num                         | Coureuse                        | Pos                         |
| 51                          | Élisabeth Chevanne-Brunel (FRA) | 26e                         |
| 52                          | Marcia Eicher (SUI)             | 23e                         |
| 53                          | Miho Oki (JPN)                  | 22e                         |
| 54                          | Sylvie Riedle (FRA)             | AB                          |

| Amoroso's-HH Racing Team ___ | Amoroso's-HH Racing Team ___ | Amoroso's-HH Racing Team ___ |
| ---------------------------- | ---------------------------- | ---------------------------- |
| Num                          | Coureuse                     | Pos                          |
| 61                           | Kirsten Frattini (CAN)       | AB                           |
| 62                           | Lauren Franges (USA)         | AB                           |
| 63                           | Lenora Felker (USA)          | AB                           |
| 64                           | Alexandra Yeung Ka Wah (HKG) | AB                           |
| 65                           | Ann Turrin (CAN)             | AB                           |

| Team Grace Cycling TSA | Team Grace Cycling TSA   | Team Grace Cycling TSA |
| ---------------------- | ------------------------ | ---------------------- |
| Num                    | Coureuse                 | Pos                    |
| 71                     | Trine Hansen             | 39e                    |
| 72                     | Christina Peick-Andersen | AB                     |
| 73                     | Karina Louise Sørensen   | AB                     |
| 74                     | Dorte Treppendahl        | AB                     |
| 75                     | Anne Wagner              | 43e                    |
| 76                     | Jennifer Manefield (AUS) | AB                     |

| Opus ___ | Opus ___              | Opus ___ |
| -------- | --------------------- | -------- |
| Num      | Coureuse              | Pos      |
| 91       | Priska Doppmann (SUI) | 7e       |
| 92       | Amy Woodward (CAN)    | AB       |
| 93       | Diana Bladon (CAN)    | 61e      |
| 94       | Sarah Stewart (CAN)   | AB       |

| TalgoAmerica.com ___ | TalgoAmerica.com ___         | TalgoAmerica.com ___ |
| -------------------- | ---------------------------- | -------------------- |
| Num                  | Coureuse                     | Pos                  |
| 101                  | Susan Palmer-Komar (CAN)     | 20e                  |
| 102                  | Joan Wilson (USA)            | 31e                  |
| 103                  | Susy Pryde (NZL)             | 19e                  |
| 104                  | Meredith Miller (USA)        | 55e                  |
| 105                  | Deirdre Demet-Barry (USA)    | 1re                  |
| 106                  | Tina Skelley-Kunstbeck (USA) | AB                   |

| T-Mobile ___ | T-Mobile ___            | T-Mobile ___ |
| ------------ | ----------------------- | ------------ |
| Num          | Coureuse                | Pos          |
| 111          | Amber Neben (USA)       | 10e          |
| 112          | Katrina Berger (USA)    | 29e          |
| 113          | Kimberly Anderson (USA) | 27e          |
| 114          | Lara Ruthven (USA)      | 21e          |
| 115          | Stacey Peters (USA)     | 58e          |
| 116          | Kelli Emmett (USA)      | 32e          |

| Trek Plus Volkswagen ___ | Trek Plus Volkswagen ___   | Trek Plus Volkswagen ___ |
| ------------------------ | -------------------------- | ------------------------ |
| Num                      | Coureuse                   | Pos                      |
| 121                      | Sophie Saint-Jacques (CAN) | 37e                      |
| 122                      | Elisa Gagnon (CAN)         | AB                       |
| 123                      | Katrina Davis (USA)        | 59e                      |
| 124                      | Laura Van Gilder (USA)     | 28e                      |
| 125                      | Odessa Osorio (USA)        | AB                       |
| 126                      | Lara Kroepsch (USA)        | 57e                      |

| Verizon Wireless ___ | Verizon Wireless ___   | Verizon Wireless ___ |
| -------------------- | ---------------------- | -------------------- |
| Num                  | Coureuse               | Pos                  |
| 131                  | Erinne Willock (CAN)   | 36e                  |
| 132                  | Ann-Marie Miller (USA) | 50e                  |
| 133                  | Petra Ford (USA)       | 51e                  |
| 134                  | Yvonne Ilton (USA)     | AB                   |
| 135                  | Hiroko Shimada (JPN)   | 54e                  |
| 136                  | Helen Kelly (AUS)      | AB                   |

| Fulton Flyers ___ | Fulton Flyers ___          | Fulton Flyers ___ |
| ----------------- | -------------------------- | ----------------- |
| Num               | Coureuse                   | Pos               |
| 141               | Giselle Trahan (USA)       | 47e               |
| 142               | Iona Wynter                | 46e               |
| 143               | Alison Brown (USA)         | AB                |
| 144               | Clara Constantinescu (ROU) | AB                |
| 145               | Angelita Vargas (ESP)      | 56e               |
| 146               | Anne Samplonius (CAN)      | AB                |

| Terry Precision ___ | Terry Precision ___          | Terry Precision ___ |
| ------------------- | ---------------------------- | ------------------- |
| Num                 | Coureuse                     | Pos                 |
| 151                 | Giselle Trahan (USA)         | AB                  |
| 152                 | Rosie Coleman-Garlapow (USA) | AB                  |
| 153                 | Laura Schmitt (USA)          | AB                  |
| 154                 | Chloe Black (CAN)            | AB                  |
| 156                 | Lauren Gaffney (USA)         | AB                  |

| Pays-Bas NED | Pays-Bas NED     | Pays-Bas NED |
| ------------ | ---------------- | ------------ |
| Num          | Coureuse         | Pos          |
| 161          | Mirjam Melchers  | 4e           |
| 162          | Andrea Bosman    | 42e          |
| 163          | Areke Hassink    | AB           |
| 164          | Sharon van Essen | AB           |

| Grande-Bretagne GBR | Grande-Bretagne GBR | Grande-Bretagne GBR |
| ------------------- | ------------------- | ------------------- |
| Num                 | Coureuse            | Pos                 |
| 171                 | Caroline Alexander  | 14e                 |
| 172                 | Rachel Heal         | 25e                 |
| 173                 | Melanie Sears       | AB                  |
| 174                 | Sara Symington      | 8e                  |
| 175                 | Sara Waller         | AB                  |

| Espagne ESP | Espagne ESP           | Espagne ESP |
| ----------- | --------------------- | ----------- |
| Num         | Coureuse              | Pos         |
| 181         | María Isabel Moreno   | 35e         |
| 182         | Maria Cagigas         | AB          |
| 183         | Rosa Bravo            | 18e         |
| 184         | Agurtzane Elorriaga   | 48e         |
| 185         | Iosune Murillo Elkano | AB          |
| 186         | Marta Vilajosana      | 44e         |

| France FRA | France FRA             | France FRA |
| ---------- | ---------------------- | ---------- |
| Num        | Coureuse               | Pos        |
| 191        | Sandrine Marcuz-Moreau | 11e        |
| 192        | Aline Camboulives      | 9e         |
| 193        | Béatrice Thomas        | 60e        |
| 194        | Virginie Moinard       | AB         |

| Québec ___ | Québec ___               | Québec ___ |
| ---------- | ------------------------ | ---------- |
| Num        | Coureuse                 | Pos        |
| 201        | Lyne Bessette (CAN)      | 6e         |
| 202        | Julie Hutsebaut (CAN)    | AB         |
| 203        | Katy Saint-Laurent (CAN) | 53e        |
| 204        | Isabelle Gagnon (CAN)    | 52e        |
| 205        | Nicole Demars (CAN)      | 24e        |

| Mexique MEX | Mexique MEX       | Mexique MEX |
| ----------- | ----------------- | ----------- |
| Num         | Coureuse          | Pos         |
| 211         | Belem Guerrero    | 49e         |
| 212         | Patricia Palencia | AB          |
| 213         | Marisol Ponciano  | AB          |
| 214         | Jimena Arce       | AB          |
| 215         | Rosario Peralta   | AB          |
| 216         | Verónica Leal     | AB          |

Source.
Seules les coureuses à l'arrivée sont connues avec certitudes.